# Xenohelea roseiventris
Xenohelea roseiventris är en tvåvingeart som först beskrevs av Jean-Jacques Kieffer 1911.  Xenohelea roseiventris ingår i släktet Xenohelea och familjen svidknott. Inga underarter finns listade i Catalogue of Life.